# Emmerich Kálmán
Emmerich Kálmán (ungarisch Kálmán Imre [ˈkaːlmaːn ˈimrɛ], eigentlich Imre Koppstein; geboren 24. Oktober 1882 in Siófok, Österreich-Ungarn; gestorben 30. Oktober 1953 in Paris) war ein ungarischer Komponist. Er schrieb vornehmlich Operetten in deutscher Sprache und war zusammen mit Franz Lehár und anderen einer der Begründer der Silbernen Operettenära.

Aufnahme von Wilhelm Willinger (1934)

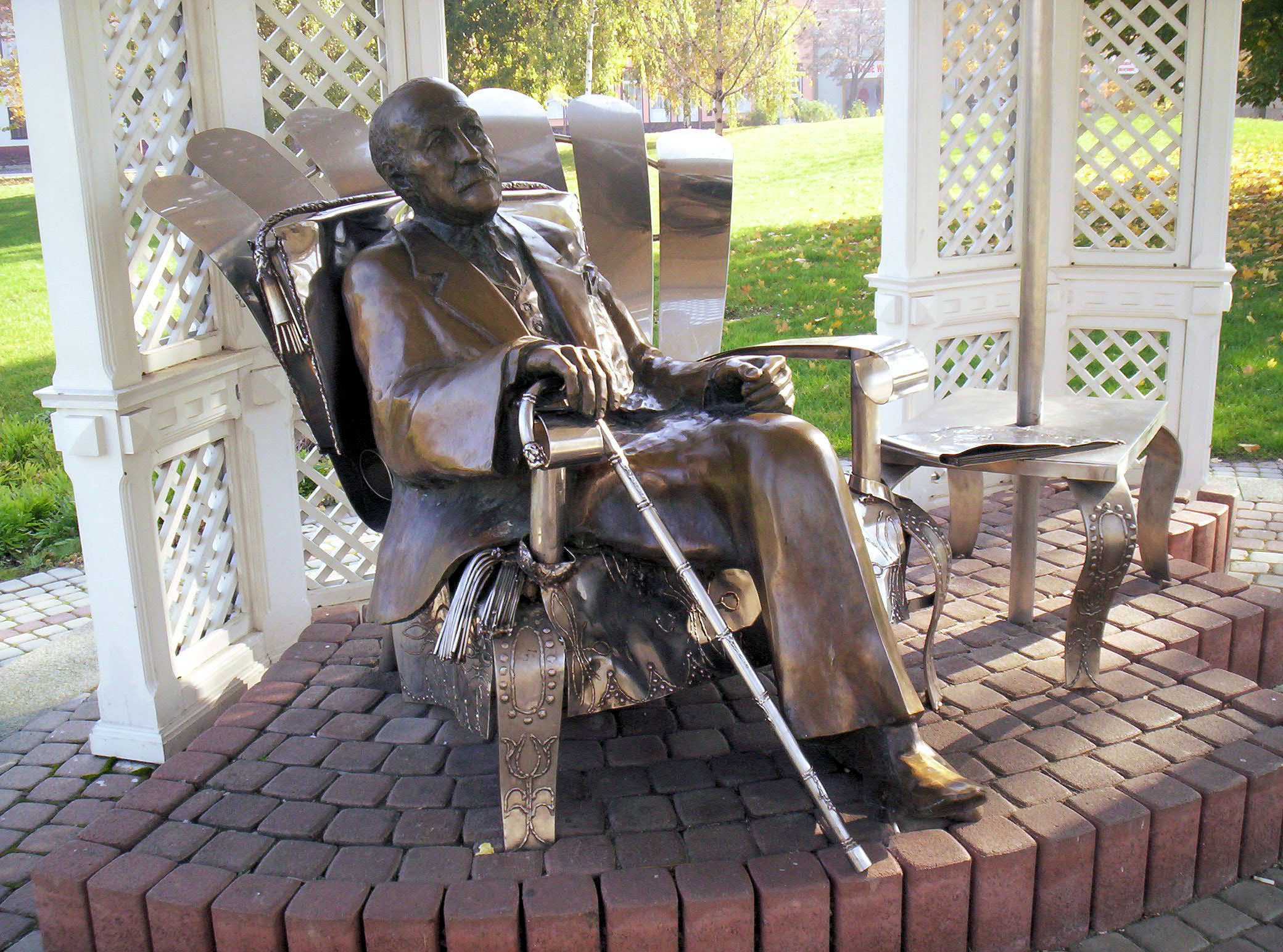
Kálmán-Statue in Siófok

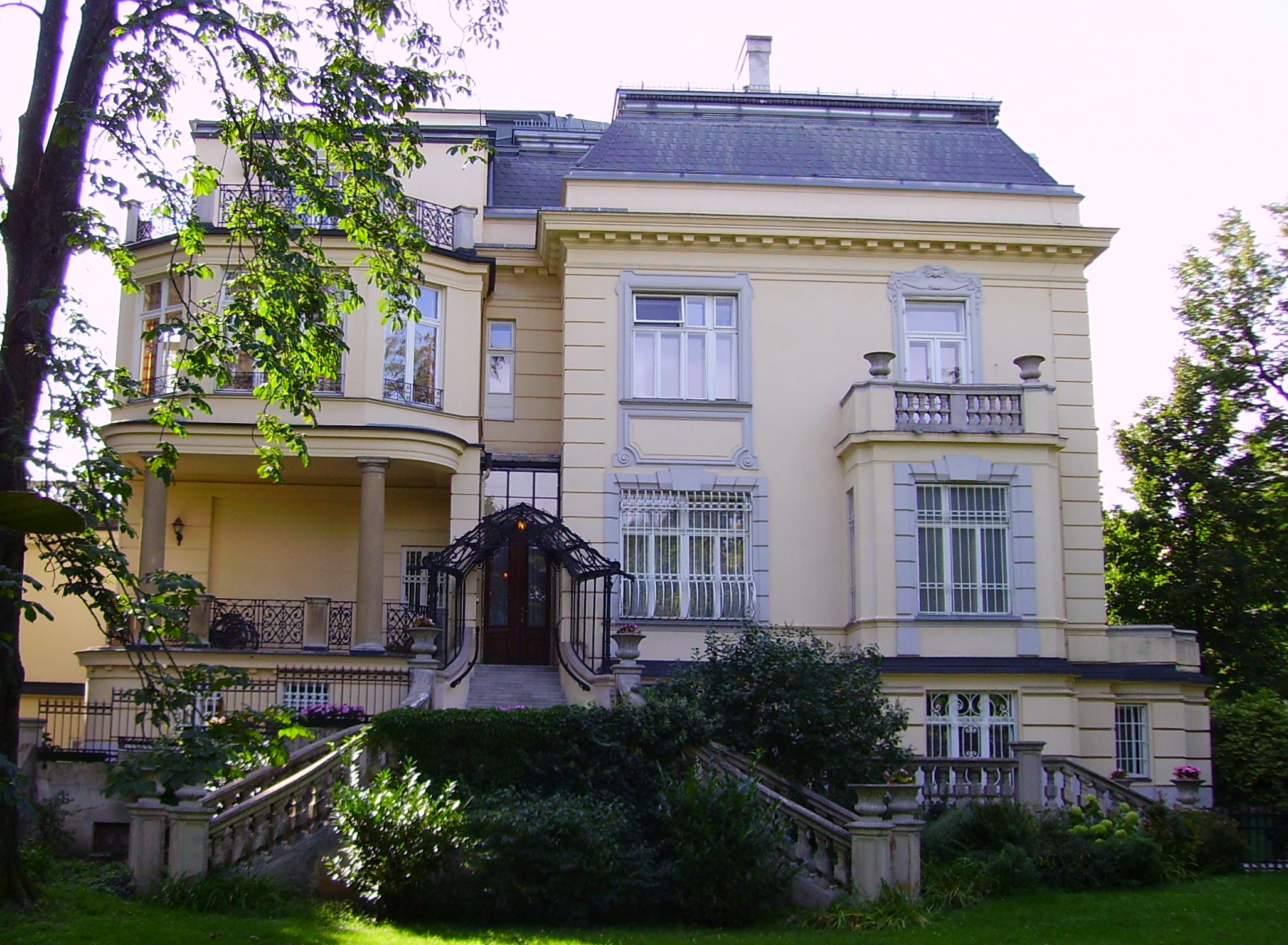
Kálmáns Villa in Wien 1934 bis 1938, Hasenauerstraße 29

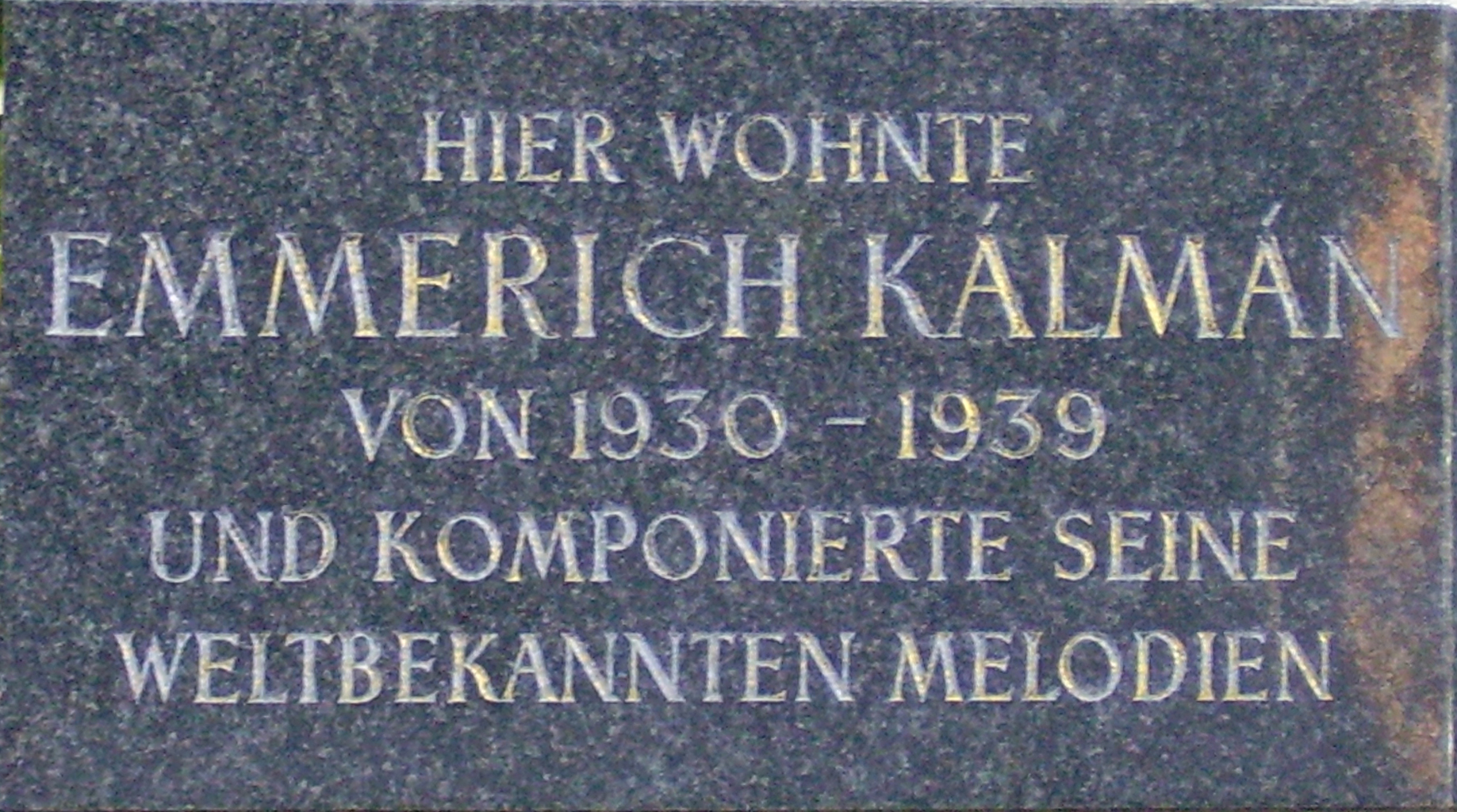
Gedenktafel an seiner Villa in Wien, Hasenauerstraße 29

## Leben
Emmerich Kálmán wurde als Imre Koppstein geboren. Er war der Sohn des jüdischen Getreidehändlers Karl Koppstein und dessen Frau Paula, geborene Singer. 1892 zog er mit seiner Familie vom Plattensee nach Budapest und änderte seinen Nachnamen bei der Aufnahmeprüfung am evangelischen Gymnasium am Deák Ferenc tér in Budapest auf Kálmán. Ab 1900 studierte er an der Universität in Budapest Jura, parallel dazu schrieb er sich in der Kompositionsklasse von Hans Koessler an der Nationalen Königlich Ungarischen Musikakademie in Budapest ein, wo seine Kommilitonen unter anderem Béla Bartók, Viktor Jacobi und Albert Szirmai waren. Eine erste Anstellung nach dem Studium fand Kálmán als Musikkritiker bei der Tageszeitung „Pesti Napló“.
Bereits 1907 erhielt er den Franz-Joseph-Preis der Stadt Budapest. Nach der erfolgreichen Uraufführung seiner ersten Operette Tatárjárás in Budapest 1908 übersiedelte er nach Wien. Mit den nachfolgenden Werken, wie Die Csárdásfürstin (1915), Gräfin Mariza (1924) und Die Zirkusprinzessin (1926) wurde er zu einem der berühmtesten Operettenkomponisten dies- und jenseits des Atlantiks.
Als Jude musste er nach dem Anschluss Österreichs 1938 Wien und Österreich verlassen und emigrierte über Zürich zunächst nach Paris, von dort 1940 in die Vereinigten Staaten von Amerika. Dort schrieb er 1942 mit Lorenz Hart einige Nummern für das geplante, aber nicht vollendete Musical Miss Underground, doch keiner der Songs wurde je veröffentlicht. 1945 verwendete Kálmán die Musik teilweise wieder für Marinka, mit neuen Liedtexten von George Marion junior.
Erst 1949, vier Jahre nach Ende des Zweiten Weltkriegs kehrte er nach Europa zurück und besuchte u. a. auch Wien und Bad Ischl. Nach einem weiteren Aufenthalt in New York ließ er sich schließlich 1951 in Paris nieder, wo er 1953 starb.
Kálmán war zweimal mit der jüdischen Schauspielerin Vera Makinskaya (eigentlich Marya Mendelsohn, geboren am 22. August 1907 in Perm, † 1999) verheiratet, die sich 1942 von ihm hatte scheiden lassen, aber bereits ein Jahr später zu ihm zurückkehrte. Über die Gründe der Rückkehr gibt es widersprüchliche Angaben.

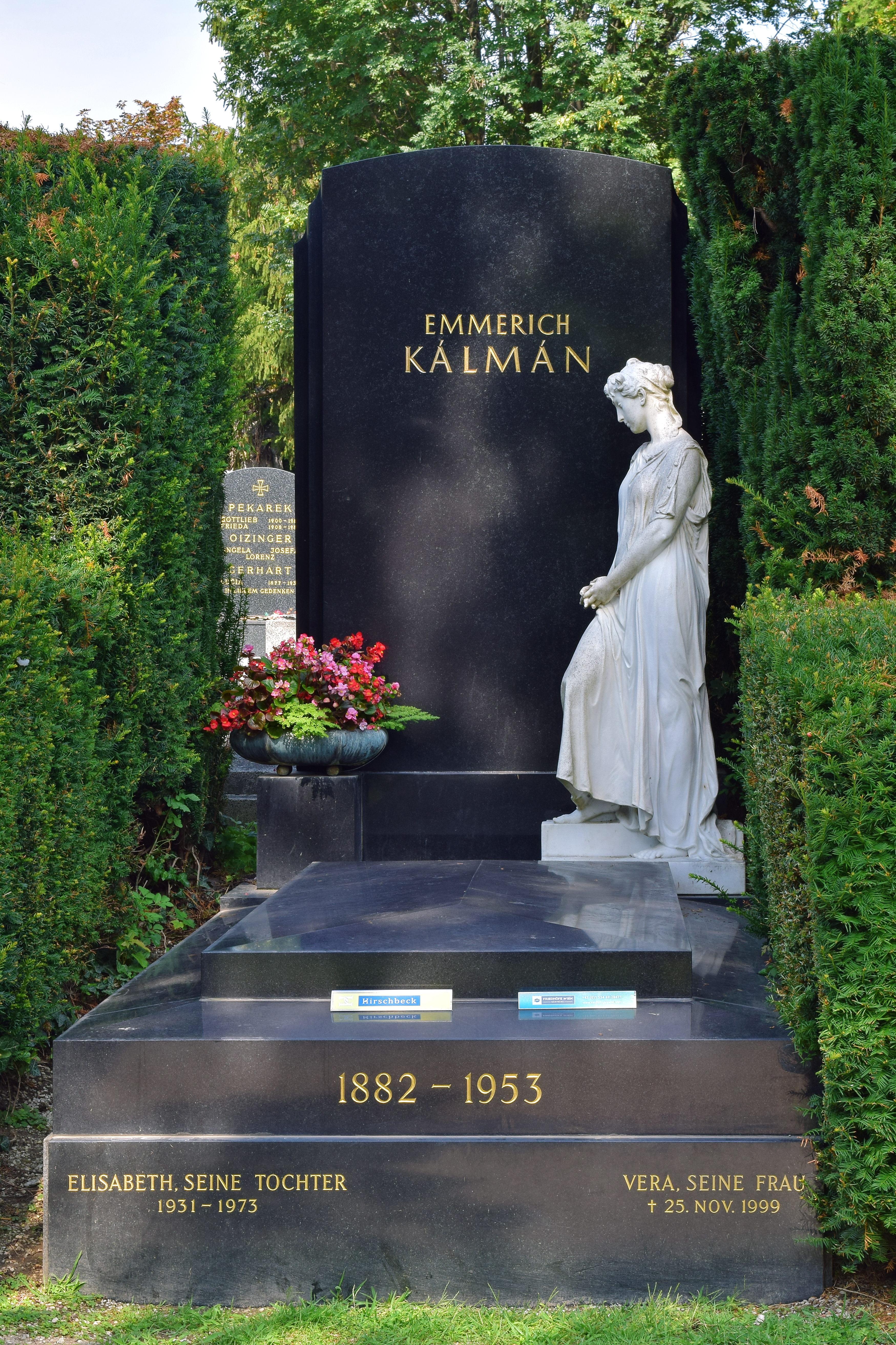
Ehrenhalber gewidmetes Grab auf dem Wiener Zentralfriedhof

Sein letztes Werk, die am Broadway orientierte Cowboy-Operette Arizona Lady, an der Kálmán seit 1948/49 gearbeitet hatte, wurde von seinem Sohn Charles vollendet. Die Uraufführung fand am 1. Januar 1954 postum im Bayerischen Rundfunk statt (das Band wurde mittlerweile vom Operetta Archive, Los Angeles auf CD veröffentlicht). Die Bühnenuraufführung war sechs Wochen später in Bern.
Kálmán wurde in einem ehrenhalber gewidmeten Grab auf dem Wiener Zentralfriedhof (Gruppe 31 B, Reihe 12, Nummer 10) bestattet. 1955 wurde die Kalmanstraße in Wien-Hietzing nach ihm benannt. Weiters die Emmerich-Kálmán-Straße in Bad Ischl, in der sich die Villa Sarnsteiner („Kálmán-Villa“) befindet, in der er bei seinen Aufenthalten ebendort wohnte. Seit 1977 befindet sich ein Denkmal im Wiener Türkenschanzpark sowie seit 1982 eine Kopie anlässlich seines 100. Geburtstages im Kurpark in Bad Ischl. Außerdem wurde der Asteroid (4992) Kálmán nach ihm benannt. Der Nachtzug Salzburg – Wien – Budapest (EN 462/463, Kurswagen von/nach Zürich sowie Stuttgart) trägt den Namen „Kálmán Imre“.

## Werke
Von Kálmán stammen folgende Operetten:
- Tatárjárás (Vígszínház, Budapest 1908)
- Ein Herbstmanöver, 1909 (deutsche Umarbeitung von Tatárjárás; Erstaufführung 22. Januar 1909 am Theater an der Wien)
- Az Obsitos, (Vígszínház, Budapest 1910)
- Der Zigeunerprimas, 1912 (Libretto Fritz Grünbaum und Julius Wilhelm; Uraufführung 11. Oktober 1912 am Johann Strauß-Theater)
- The Blue House, (Hippodrome, London 1912)
- Der kleine König, (Theater an der Wien 1912)
- Gold gab ich für Eisen, 1914[5] (Theater an der Wien)
- Zsuzsi kisasszony („Fräulein Susi“), (Vígszínház, Budapest 1915), umgestaltet und 1917 als Faschingsfee neu erschienen
- Die Csárdásfürstin, (Johann Strauß-Theater, Wien 1915)
- Die Faschingsfee, (Johann Strauß-Theater, Wien 1917) Neubearbeitung von Zsuzsi kisasszony („Fräulein Susi“)
- Das Hollandweibchen, (Johann Strauß-Theater, Wien 1920)
- Die Bajadere, (Carl-Theater, Wien 1921)
- Gräfin Mariza, (Theater an der Wien 1924)
- Die Zirkusprinzessin, (Theater an der Wien 1926)
- Golden Dawn, (Hammerstein’s Theatre, New York 1927)
- Die Herzogin von Chicago, (Theater an der Wien 1928)
- Das Veilchen vom Montmartre, (Johann Strauß-Theater, Wien 1930)
- Ronny, 1931 (erfolgreiche Tonfilmoperette)
- Der Teufelsreiter, (Theater an der Wien 1932)
- Kaiserin Josephine, (Stadttheater Zürich 1936)
- Marinka, (Winter Garden Theatre, New York 1945)
- Arizona Lady, (Stadttheater Bern 1954)

## Verfilmungen
Kálmáns Leben wurde in sehr freier Form und teilweise verkehrter Sequenz der Ereignisse 1958 unter der Regie von Harald Philipp mit den Schauspielern Gerhard Riedmann, Rudolf Schock, Elma Karlowa, Marina Orschel und Hubert von Meyerinck unter dem Titel Der Czardas-König verfilmt.
Als ungarisch-sowjetische Koproduktion entstand außerdem 1984 die zweiteilige Filmbiografie Az élet muzsikája - Kálmán Imre, die im selben Jahr in der Ungarischen Volksrepublik und 1985 in der UdSSR Premiere feierte.
Kálmáns einzige Broadway-Operette Golden Dawn wurde 1930 in Hollywood mit Vivienne Segal in der Hauptrolle verfilmt. Seine Operette Die Faschingsfee wurde 1931 von Hans Steinhoff unter demselben Titel verfilmt.